# برايان نورتون
برايان نورتون (بالإنجليزية: Brian Norton)‏ مواليد 10 أكتوبر 1899 في جزيرة روبن، جنوب أفريقيا - الوفاة 16 يوليو 1956 في كاليفورنيا، الولايات المتحدة، كان لاعب كرة مضرب جنوب أفريقي. كما أنه أحد أبطال الجراند سلام. أعلى تصنيف له في الفردي كان المركز الـ 7 في سنة 1921. سبق أن شارك في دورة الألعاب الأولمبية الصيفية.

## النهائيات

### الفردي (الوصافة 1)
| الحصيلة | السنة | البطولة        | المنافس في النهائي | النتيجة في النهائي      |
| ------- | ----- | -------------- | ------------------ | ----------------------- |
| الوصافة | 1921  | بطولة ويمبلدون | بيل تيلدن          | 6–4, 6–2, 1–6, 0–6, 5–7 |

### الزوجي (الألقاب 1)
| الحصيلة | السنة | البطولة                     | الشريك    | المنافس في النهائي              | النتيجة في النهائي      |
| ------- | ----- | --------------------------- | --------- | ------------------------------- | ----------------------- |
| الفوز   | 1923  | بطولة أمريكا المفتوحة للتنس | بيل تيلدن | آر نوريس ويليامز واتسون واشبورن | 3–6, 6–2, 6–3, 5–7, 6–2 |

## روابط خارجية
- برايان نورتون على موقع رابطة محترفي التنس (الإنجليزية)
- برايان نورتون على موقع الاتحاد الدولي لكرة المضرب (الإنجليزية)
- برايان نورتون على موقع اللجنة الأولمبية الدولية (الإنجليزية)
- برايان نورتون على موقع أوليمبيديا (الإنجليزية)